# Johann Novotný

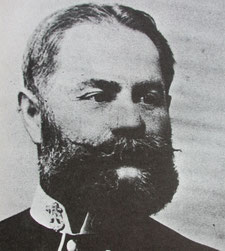
Johann Novotný

Johann Novotný (ook: Novotny of Nowotny) (Dusnik, na 1945 Dušníky, 21 mei 1852 – Doxan, na 1945 Doksany, 25 november 1896) was een Boheems componist en militaire kapelmeester. In Tsjechië heeft Novotný later de nationaal correctie voornaam Jan toegeschreven gekregen.

## Levensloop
Novotný studeerde muziek aan het "Prager Staatskonservatorium" (later het Státní konservatori hudby v Praze) te Praag en behaalde aldaar zijn diploma's. Vanaf 1873 werd hij als muzikant lid van het keizerlijk Russisch leger. Van 1886 tot 1896 was hij kapelmeester van de militaire muziekkapel van het Oostenrijkse Infanterieregiment nr. 92 Infanterieregiment Edler von Hortstein in Theresienstadt. Voor dit militair orkest schreef hij ook zijn bekendste compositie, de mars Aller Ehren ist Österreich voll, op. 28. Bij het militair alsook bij het publiek is die tot vandaag beter bekend als 92er Regimentsmarsch, maar ook als Austria Marsch. Zoals het opusnummer vermoeden laat, staan nog meer marscomposities op zijn naam, onder anderen de Beroldingen Marsch en de Merter Marsch.